# R-29 Vysota
R-29 Vysota là một họ các loại tên lửa đường đạn phóng từ tàu ngầm (SLBM) của Nga và Liên Xô (cũ), được thiết kế bởi Trung tâm Tên lửa Nhà nước Makayev. Việc phát triển các tên lửa R-29 SLBM bắt đầu vào năm 1963 và bắn lần đầu vào năm 1969. Nó sử dụng động cơ phàn lực nhiên liệu lỏng N2O4/UDMH. Có nhiều phiên bản khác nhau đã được phát triển và được liệt kê ở dưới. R-29 đang được trang bị cho Hải quân Nga, cho các tàu ngầm lớp Delta I, Delta II, Delta III và Delta IV. R-29 có thể mang được các đầu đạn hạt nhân, nhưng cũng có thể được sử dụng để phóng vệ tinh nhân tạo. Biến thể R-29R được sử dụng để phóng vệ tinh thương mại như Volna, trong khi R-29RM được dùng như cơ cấu phóng Shtil'.

## Các biến thể

### R-29
- Trang bị: 1974
- Tên định danh của nhà sản xuất: 4K75
- Tên định danh của DoD: SS-N-8 Mod 1
- Tên định danh ASCC: "Sawfly"
- Tên định danh SALT: RSM-40
- Trang bị cho tàu ngầm: Delta I
- Tổng trọng lượng: 32,800 kg
- Đường kính lõi: 1.80 m
- Tổng chiều dài: 13.20 m
- Sải cánh: 1.80 m
- Tải trọng: 1100 kg
- Tầm bắn cực đại: 7700 km
- Số đầu đạn tiêu chuẩn: 1
- Số tầng của tên lửa: 2

### R-29D
- Trang bị: 1978
- Tên định danh của nhà sản xuất: 4K75D
- Tên định danh của DoD: SS-N-8 Mod 2
- Tên định danh ASCC: "Sawfly"
- Tên định danh SALT: RSM-40
- Trang bị cho tàu ngầm: Delta II
- Tổng trọng lượng: 33,300 kg
- Đường kính lõi: 1.80 m
- Tổng chiều dài: 13.00 m
- Sải cánh: 1.80 m
- Tải trọng: 1100 kg
- Tầm bắn cực đại: 9100 km
- Số đầu đạn tiêu chuẩn: 1
- Số tầng của tên lửa: 2

### R-29R
- Trang bị: 1979
- Tên định danh của nhà sản xuất: 4K75R
- Tên định danh của DoD: SS-N-18 Mod 1
- Tên định danh ASCC: "Stingray"
- Tên định danh SALT: RSM-50
- Trang bị cho tàu ngầm: Delta III
- Tổng trọng lượng: 35,300 kg
- Đường kính lõi: 1.80 m
- Tổng chiều dài: 14.40 m
- Sải cánh: 1.80 m
- Tải trọng: 1650 kg
- Tầm bắn cực đại: 6,500 km
- Số đầu đạn tiêu chuẩn: 3 (0,2 мт)
- Số tầng của tên lửa: 2

### R-29RK
- Tên định danh của nhà sản xuất: 4K75RK
- Tên định danh của DoD: SS-N-18 Mod 2
- Tên định danh ASCC: "Stingray"
- Tên định danh SALT: RSM-50
- Trang bị cho tàu ngầm: Delta III
- Tổng trọng lượng: 34,388 kg
- Đường kính lõi: 1.80 m
- Tổng chiều dài: 14.40 m
- Sải cánh: 1.80 m
- Tầm bắn cực đại: 6,500 km
- Số đầu đạn tiêu chuẩn: 7 (0,1 мт)
- Số tầng của tên lửa: 2

### R-29RL
- Tên định danh của nhà sản xuất: 4K75RL
- Tên định danh của DoD: SS-N-18 Mod 3
- Tên định danh ASCC: "Stingray"
- Tên định danh SALT: RSM-50
- Trang bị cho tàu ngầm: Delta III
- Tổng trọng lượng: 35,300 kg
- Đường kính lõi: 1.80 m
- Tổng chiều dài: 14.09 m
- Sải cánh: 1.80 m
- Tầm bắn cực đại: 9,000 km
- Số đầu đạn tiêu chuẩn: 1 (0,45 мт) [2]
- Số tầng của tên lửa: 2

### R-29RM
- Deployment Date: 1986
- Tên định danh của nhà sản xuất: 4K75RM
- Tên định danh của DoD: SS-N-23
- Tên định danh ASCC: "Skif"
- Tên định danh SALT: RSM-54
- Trang bị cho tàu ngầm: Delta IV
- Tổng trọng lượng: 40,300 kg
- Đường kính lõi: 1.90 m
- Tổng chiều dài: 14.80 m
- Sải cánh: 1.90 m
- Tải trọng: 2800 kg
- Tầm bắn cực đại: 8300 km
- Số đầu đạn tiêu chuẩn: 4 (thử nghiệm với 10)
- Số tầng của tên lửa: 3

## Quốc gia sử dụng
Liên XôHải quân Xô viết chỉ sử dụng R-29.
 NgaHải quân Nga tiếp nhận R-29 từ Hải quân Xô viết.